# إدوارد تي. لويس
إدوارد تي. لويس هو قاضي ومحامي وسياسي أمريكي، ولد في 26 أكتوبر 1834 في أوبلوساس في الولايات المتحدة، وتوفي في 26 أبريل 1927. نشط حزبياً في الحزب الديمقراطي. وقد انتخب عضو مجلس نواب لويزيانا ‏ وانتخب عضو مجلس النواب الأمريكي ‏.